# Pterobryopsis nitidum
Pterobryopsis nitidum là một loài Rêu trong họ Pterobryaceae. Loài này được (Renauld & Cardot) Cardot & Dixon miêu tả khoa học đầu tiên năm 1909.